# Stora Lulevatten
O lago Stora Lulevatten é um lago da Suécia, localizado na província histórica de Lapónia. 

Tem uma área que varia entre 135 e 155 km2. 